# Senait Fisseha
Pour l’article homonyme, voir Yirgalem Fisseha Mebrahtu.
Senait Fisseha, née en 1971 à Addis-Abeba, est une endocrinologue éthiopienne. Elle travaille plus précisément sur la médecine reproductive et l'infertilité.

## Jeunesse et formation
Originaire d'Éthiopie, Senait Fisseha est la troisième plus jeune d'une famille de dix enfants. Contrairement à ses sœurs et frères plus âgés qui s'intéressent à l'ingénierie et à la physique, elle montre une passion, dès son plus jeune âge, pour la médecine. 
Après avoir terminé ses études secondaires, Senait Fisseha étudie brièvement à l'École de médecine du Lion noir à Addis-Abeba. En 1989, elle voyage aux États-Unis et s'inscrit au Rosary College (aujourd'hui Université dominicaine) et obtient un baccalauréat en sciences. Par la suite, elle reçoit un financement du Howard Hughes Medical Institute pour poursuivre ses recherches à l'université du Michigan. Senait Fisseha y développe de nouveaux intérêts dans le domaine de la faute professionnelle médicale, en particulier en gynécologie obstétrique. Ceci, combiné à un intérêt pour la santé des femmes et droits des femmes, elle obtient un diplôme Juris Doctor et Docteur en médecine de la Southern Illinois University en 1999 avec félicitations et est intronisée à la société d'honneur Alpha Omega Alpha. Elle complète son parcours lors d'une résidence en obstétrique en 2003 et obtient une bourse de recherche en endocrinologie de la reproduction et l'infertilité en 2006, au centre médical de l'université du Michigan.

## Carrière
Le travail de Senait Fisseha s'est concentré sur l'amélioration de la santé des femmes dans le monde. Après avoir terminé sa bourse à l'université du Michigan, elle rejoint l'institution et obtient un poste fixe en tant que professeure. Elle devient directrice médicale du Center for Reproductive Medicine du Michigan, cheffe de division pour l'endocrinologie de la reproduction et l'infertilité, et codirectrice du Path of Excellence in Global Health & Disparities de la faculté de médecine.
Fisseha dirige la création du Center for International Reproductive Health Training (CIRHT) à l'Université du Michigan et occupe le titre de directrice exécutive fondatrice du centre jusqu'en 2015. Le CIRHT a été fondé pour servir de plate-forme de collaboration pour les professeurs de l'Université du Michigan et les professeurs d'institutions médicales d'Afrique subsaharienne et d'Asie du Sud-Est où les taux de mortalité maternelle signalés sont élevés. L’objectif du centre est de baisser le taux de mortalité maternelle et de promouvoir la santé et la justice en matière de procréation dans ces régions. Le Sénat a joué un rôle clé dans la fondation du centre en facilitant  la collaboration entre ses collèges de l'Université du Michigan et les professeurs d'institutions médicales de son Éthiopie natale. 
Fisseha obtient une subvention de 25 millions de dollars pour piloter le programme CIRHT avec le St. Paul's Hospital Millennium Medical College (SPHMMC) d'Addis-Abeba. Dans le cadre du partenariat, un module de formation initiale a été développé pour les médecins, le corps infirmier et les sages-femmes. Après les premières implémentations réussies du module dans SPHMMC, il a été adopté par neuf autres institutions du pays. 
Fisseha est nommée directrice des programmes internationaux à la Buffett Foundation en 2015, où elle supervise l'octroi de subventions internationales et continue de plaider pour la justice reproductive mondiale. 
Elle dirige des programmes internationaux à la Susan Buffet Foundation. Fisseha est également docteure en droit  et est connue pour son travail en tant que défenseure de la santé reproductive mondiale, des droits et de l'égalité des sexes. Elle est la fondatrice du Center for International Reproductive Health Training (CIRHT) de l'université du Michigan.  Elle a présidé la campagne électorale de Tedros Adhanom, premier directeur général africain de l'Organisation mondiale de la santé, en 2016-2017. 
Fisseha préside la campagne et la transition du directeur général de l'Organisation mondiale de la santé, Tedros Adhanom Ghebreyesus, le premier directeur général africain élu de l'OMS. Elle devient par la suite sa conseillère principale.
Depuis 2019, Fisseha est membre de la Commission Lancet -SIGHT sur les sociétés pacifiques par la santé et l'égalité des sexes, présidée par Tarja Halonen. 
Au cours de sa carrière, Fisseha fait partie de diverses associations et de plusieurs bourses, notamment l'American Society of Reproductive Medicine (ASRM), l'European Society for Human Reproduction and Embryology (ESHRE), l'American College of Legal Medicine (ACLM), Norman F. Miller Gynecologic Society, Congrès américain des obstétriciens et gynécologues et Association américaine de médecine par ultrasons (AAUM).

## Récompenses
Le ministère éthiopien de la Santé lui a décerné la plus haute distinction en reconnaissance de sa profonde contribution au secteur de la santé en 2013. 
En 2016, elle reçoit le prix d'excellence pour la réussite de sa première carrière de la société des anciens du centre médical de l'université du Michigan.  
Elle est également l'une des 20 lauréates du prix des anciens bicentenaires de l'université du Michigan pour son « leadership mondial dans l'expansion des services de santé reproductive, en particulier dans les pays en développement.
L'Association des femmes d'affaires (AWiB) en Éthiopie la nomine pour le prix « Femmes d'excellence» en 2016. 
Elle est également classée parmi les 100 Africains les plus influents de 2018 par le New Africa Magazine.

## Publications
Fisseha publie des articles dans les domaines de l'endocrinologie de la reproduction, de l'infertilité et de l'éthique médicale. Elle mène des recherches sur l'infertilité, y compris l'utilisation de la médecine alternative, le potentiel reproducteur des patients cancéreux après chimiothérapie et la reproduction post-ménopausique,.

## Vie privée
Senait Fisseha est mariée avec Tewodros Fesseha, un chirurgien plasticien. Ils sont parents de quatre enfants, trois garçons et une fille.